# TVP Parlament
TVP Parlament – polska, internetowa telewizja tematyczna, założona przez Telewizję Polską SA. Nadaje także w ramach Platformy Hybrydowej TVP.

## Historia
Początkowo kanał otrzymał koncesję na rozpowszechnianie programu drogą satelitarną od Krajowej Rady Radiofonii i Telewizji w dniu 15 kwietnia 2010 roku, jednak ze względu na wysokie koszta utrzymania tego typu emisji, nakładanie się na siebie obrad różnych organów oraz problem z zapełnieniem całej ramówki zdecydowano o przeniesieniu stacji do Internetu w formie multi-streamingu.
Kanał wystartował 16 czerwca 2011 roku, po godz. 14:00. Kanał transmituje m.in. posiedzenia Sejmu RP, Senatu RP i Parlamentu Europejskiego. W zasobach VOD serwisu internetowego – oprócz retransmisji posiedzeń plenarnych wcześniej wymienionych izb – są również konferencje i briefingi prasowe, posiedzenia komisji stałych Sejmu RP, jak również programy Telewizji Polskiej, takie jak Debata trójstronna, Debata po europejsku, Eurosąsiedzi czy Forum. Od 10 września 2014 roku program dostępny jest za pośrednictwem Platformy Hybrydowej TVP w systemie HbbTV.
W okresie od 20 czerwca do 5 lipca 2011 roku, serwis internetowy www.tvpparlament.pl odnotował ok. 74 tys. odsłon i ok. 12 tys. użytkowników (real users) 15 grudnia 2011 roku użytkownicy odbiorników 3G w sieci kablowej Toya, dzięki aplikacji WebOnTv, otrzymali dostęp do kanału.
10 września 2014 roku na Platformie Hybrydowej TVP pojawiła się aplikacja TVP Parlament za pomocą której możliwy jest odbiór stacji za pośrednictwem telewizji hybrydowej.